# Озерки (Сараевский район)
Озерки — село в Сараевском районе Рязанской области России, входит в состав Бычковского сельского поселения.

## Географическое положение
Село расположено в 6 км на запад от центра поселения села Бычки и в 17 км на юго-запад от райцентра посёлка Сараи.

## История
Козьмодемьянское (Озерки) в качестве «новоселебного села, что была пустошь Бокино упоминается в окладных книгах 1676 года, где сказано и о существующей здесь «церкви святых мучеников Козмы и Дамиана», которая была освящена в 1694 году. В 1781 году в селе была построена новая деревянная также Космодамианская церковь.
В XIX — начале XX века село являлось центром Козьмо-Демьяновской волости Ряжского уезда Рязанской губернии. В 1906 году в селе был 241 двор.
С 1929 года село являлось центром Озерковского сельсовета Сараевского района Рязанского округа Московской области, с 1937 года — в составе Рязанской области, с 2005 года — в составе Бычковского сельского поселения.

## Население
| 1859 | 1897  | 1906  | 2010 |
| ---- | ----- | ----- | ---- |
| 1248 | ↗1321 | ↗1695 | ↘162 |

## Инфраструктура
В селе имеются фельдшерско-акушерский пункт, почтовое отделение.

## Достопримечательности
В селе находится недействующая Космодамианская церковь (1917).